# Robert Robartes (vicomte Bodmin)
Robert Robartes, vicomte Bodmin (7 février 1634 – 8 février 1682) est un diplomate et homme politique de Cornouailles qui siège à la Chambre des communes entre 1660 et 1679. Il est ensuite ambassadeur au Danemark.

## Biographie
Il est le fils aîné de John Robartes (1er comte de Radnor) et de son épouse Lucy Rich, deuxième fille de Robert Rich (2e comte de Warwick). Il fait ses études à la Felsted School à Essex et au Christ's College, à Cambridge.
En 1660, il est élu député de Cornouailles au Parlement de la Convention. Il est élu député de Bossiney en 1661 au Parlement cavalier et siège jusqu'en 1679.
Il est ambassadeur au Danemark en 1681.
Il est décédé en 1682 à la cour du Danemark à l'âge de 48 ans, décédant avant son père. Il épouse Sarah, deuxième fille de John Bodvel (en), de Bodville Castle, dans le nord du Pays de Galles, et de son épouse Anne Russell, avec qui il a deux fils. Le mariage a déplu à son père, dont le consentement n'a pas été demandé, et l'amène à déshériter sa fille en faveur d'un cousin éloigné. La famille Robartes récupère finalement l'héritage, mais seulement après un long procès, décrit par Samuel Pepys dans son célèbre journal.
Son fils aîné, Charles (1660-1723), lui succède et devient comte de Radnor. Jonathan Swift, dans son Journal, le mentionne dans Stella. Son plus jeune fils, Russell Robartes, devint caissier de l'échiquier et député.